# Мартин Мълиган
Мартин Мълиган (на английски: Martin Mulligan) е австралийски тенисист. 

## Биография
Мартин Мълиган е роден на 18 октомври 1940 г. в Мариквил, предградие на Сидни, Нов Южен Уелс, Австралия. Баба  му и дядо му по майчина линия са италианци от Орсаго, Тревизо, Венето. Те се преместват в Австралия през 1900 г.

## Кариера
Мартин Мълиган достига до финал на сингъл при мъжете на Уимбълдън през 1962 г., където губи от Род Лейвър. Той е вицешампион на двойки мъже на Открито първенство на Австралия през 1961 г.
През 1962 г. той е на финал на Нидерландия Оупън в Хилверсум и печели три пъти титлата на сингъл при мъжете на Италия Оупън през 1963, 1965 и 1967 г. Печели титли на сингъл през 1967 и 1968 г. на Швеция Оупън в Бастад и на Австрия Оупън Кицбюел в Кицбюел (1967). Мълиган печели Япония Оупън през 1970 г. Той е класиран в топ 10 на света през 1962, 1963, 1965 и 1967 г., достига до номер 4 в света,  през последната година.
Мартин Мълиган е член на италианския отбор за Купа Дейвис през 1968 г., като изиграва общо 11 мача. Класиран е под номер 1 в Италия между 1968 и 1971 г. Той е треньор на италианския отбор за Купа Дейвис в продължение на 10 години и е първият неиталианец, който получава наградата „Златна ракета“ от Италианската тенис федерация.

## Кариерна статистика

#### Финали на сингъл отГолям шлем(1)
| година | турнир    | съперник   | резултат            |
| ------ | --------- | ---------- | ------------------- |
| 1962   | Уимбълдън | Род Лейвър | 2 – 6, 2 – 6, 1 – 6 |

### Загубени финали на двойки в турнири от Големия шлем (1)
| година | турнир       | партньор    | съперник            | резултат                           |
| ------ | ------------ | ----------- | ------------------- | ---------------------------------- |
| 1961   | ОП Австралия | Рой Емерсън | Род Лейвър Боб Марк | 3 – 6, 5 – 7, 6 – 3, 11 – 9, 2 – 6 |